# Решеф
Решеф (Рашап, ивр. רשף‎, егип. ršpw) — западносемитский бог аморейского происхождения; бог огня и молний; губитель, насылающий мор; бог войны; покровитель оружия. В Библии слово Решеф переводится как «пламя, вспышка», а также «сжигание, чума, мор». Супруга — Анат или Кудшу; тесно связан с Хароном. Соответствует шумеро-аккадскому богу Нергалу, а также, по некоторым версиям, эллинистическому Аполлону (как насылающий болезни путём поражения стрелами). Возможно, основной из ипостасей Решефа был палестинско-ханаанейский бог Миккаль. Решеф вошёл в египетский пантеон, где почитался как «побеждающий врагов». Почитался на Кипре.

## Описание и атрибуты
Согласно египетским описаниям, Решеф носил короткое одеяние, перетянутое ремнями, и высокую конусообразную шапку, украшенную фигуркой головы газели. В руках — щит, копьё и боевой топор.